# Bromelia scarlatina
Bromelia scarlatina är en gräsväxtart som först beskrevs av Julio Augusto Henriques och Jean Jules Linden, och fick sitt nu gällande namn av Charles Jacques Édouard Morren och C.H.Morren. Bromelia scarlatina ingår i släktet Bromelia och familjen Bromeliaceae. Inga underarter finns listade i Catalogue of Life.